# Taqwa
Taqwa lub Taqłaⓘ (arab. ‏تقوى, taqwā / taqwá‎) – islamski termin oznaczający pobożność, świadomość o Bogu, powściągliwość i bogobojność.

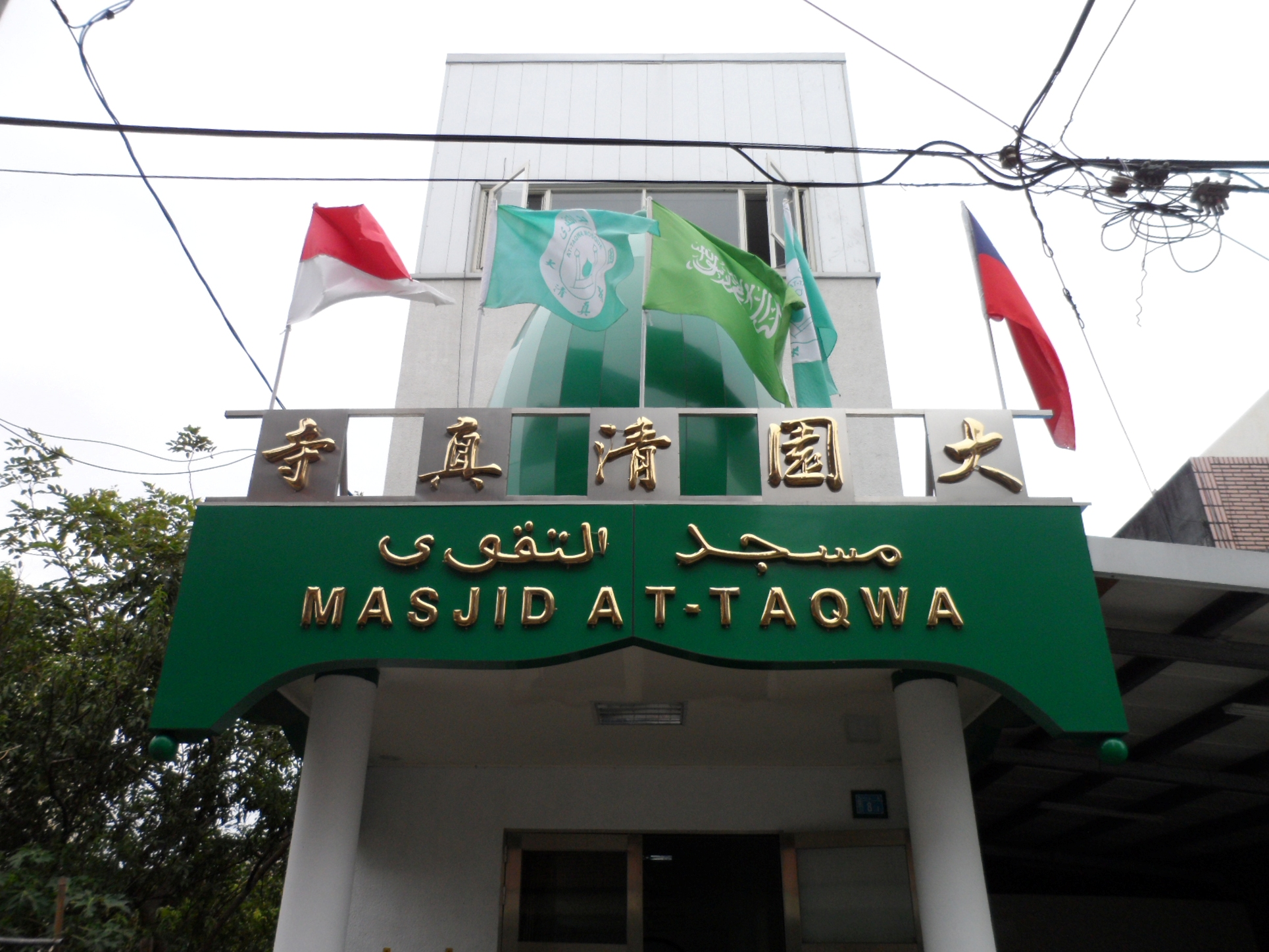
Meczet Taqwa w Taoyuan na Tajwanie

Taqwa jest definiowana jako proces w życiu człowieka, który rośnie wraz z wzrostem wiary, w efekcie którego uzyskuje on przekonanie, że Bóg Jedyny / Allah widzi każdy jego uczynek i każde słowo. Będąc w stanie świadomości o Bogu, wierny chcąc zadowolić swego Pana, świadomie wykonuje dobro i unika czynienia zła w jakiejkolwiek formie.
By osiągnąć taqwa, muzułmanin często:
- szuka przebaczenia u Boga,
- pamięta o śmierci i jest jej świadomy,
- czyta Koran ze zrozumieniem
- wychwala Boga Jedynego i dziękuje mu za wszystko
- pości (nie tylko podczas Ramadanu)
- oraz robi inne dobre uczynki (np. pomaga społeczności, daje jałmużnę)[1].

## Etymologia
Słowo "Taqwa" wywodzi się od arabskiego słowa "waqa" (arab. ‏وقى‎) i oznaczającego zabezpieczać, chronić.

## Koran
W Koranie mówi się o "taqwa" 100 razy. Inne źródła podają natomiast, że ponad 250 razy, a nawet 285 razy.

## Rola we współczesnej kulturze islamu
Nawet dzisiaj koncepcja Taqwā jest nadal ważnym punktem orientacyjnym myśli islamskiej i islamskiej kultury pobożności. Pakistański filozof Fazlur Rahman pisze w swojej książce z 1982 roku pt. Islam and Modernity, że być może jest to najważniejszy pojedynczy termin w Koranie.